# 忍者じゃじゃ丸 コレクション
『忍者じゃじゃ丸 コレクション』（にんじゃじゃじゃまる コレクション）は、シティコネクションが開発し2019年12月12日に発売したオムニバスソフト。
ジャレコがかつてファミリーコンピュータ向けに発売した「忍者じゃじゃ丸くん」シリーズ5作品『忍者じゃじゃ丸くん』『じゃじゃ丸の大冒険』『じゃじゃ丸忍法帳』『じゃじゃ丸撃魔伝 幻の金魔城』『忍者じゃじゃ丸〜銀河大作戦〜』に加え、新作の『じゃじゃ丸の妖怪大決戦』を収録している。また、収録作品のパッケージ、カセット本体、説明書、当時のチラシや開発資料などをゲーム内で閲覧できる。
なお本作は、往年のレトロゲームを収録するオムニバスソフトのシリーズ「ロムカセットコレクション」の第1弾とされているが、第2弾以降は発売されていない。

## じゃじゃ丸の妖怪大決戦
基本は初代『忍者じゃじゃ丸くん』をベースとしているが、プレイヤー側、敵側ともに体力制となり、連続で敵を倒すとコンボボーナスが入る、十字キーの下とジャンプボタンでどのような足場もすり抜けて下の段に飛び降りる事ができる、様々なキャラクターやアイテムが追加されるなど、アレンジがなされている。次々と湧き出てくる妖怪達を倒し、全て倒すとシーンクリア、全3チャプターとオンラインランキングに対応しているランキングステージからなる。1つの画面を共有するローカル2Pプレイに対応。
敵を倒すと出現する「金つぶ」や「タマシイ」を一定数集めるとシ－ン終了後に「ジャレコイン」と交換され、それを一定数集めると使用できるキャラクターが増えていく。「ジャレコイン」を貯める事によって他に、クラシックタイトルで使用できる壁紙、追加曲、シリーズの資料、後述する「ジャレコマーク」を取る事で変身できるジャレコキャラクターといったものが追加される。なお、「ジャレコイン」を貯める装置は、かつて設置された「じゃじゃ丸ポップコーン」を模したものとなっている。
時折出現する「ジャレコマーク」を取ると、様々なジャレコキャラクターに変身できる。変身できるキャラクターは『シティコネクション』のクラリスカー、『ぶたさん』のぶたさん、『燃えろ!!プロ野球』のバントでホームラン選手、『エクセリオン』のファイター、『アイドル雀士スーチーパイ』のスーチーパイ（御崎恭子）といったものがある。
2022年5月12日より、本作に追加要素を加え単品化した『じゃじゃ丸の妖怪大決戦+地獄』(じゃじゃまるのようかいだいけっせんプラスヘル)がPC(Steam)にてリリース、同時にNintendo Switch版及びPlayStation 4版『忍者じゃじゃ丸 コレクション』に収録されている本作でも大型アップデートが実施され、追加要素が実装された。
『じゃじゃ丸の妖怪大決戦+地獄』では、「ジャレコイン」を一定数集める事で全4チャプターからなる「地獄モード」が解禁される。また、「地獄モード」では、使用キャラクターのじゃじゃ丸及び青じゃじゃがそれぞれ「超じゃじゃ丸」、「超青じゃじゃ」として登場、敵を倒すと出現する「経験値つぶ」を集める事で2キャラクターの攻撃能力やステータスが強化されていくという要素がある。地獄モードでは超じゃじゃ丸と超青じゃじゃが登場する関係上、通常のじゃじゃ丸と青じゃじゃは使えず、黄じゃじゃ、緑じゃじゃ、桃じゃじゃ、紫じゃじゃ、翠じゃじゃ、白じゃじゃ、黒じゃじゃ、赤目じゃじゃは該当キャラが敵として出現するステージで倒してからクリアしないと使用できない。

### ストーリー
じゃじゃ丸の妖怪大決戦
なまず太夫がある出来事が原因で悪の心が抜け出して実体化し、悪のなまず太夫がさくら姫を攫ってしまった。じゃじゃ丸は弟の青じゃじゃやいとこ達と共に、悪のなまず太夫率いる妖怪軍団を討伐してさくら姫を救うために旅立った。
じゃじゃ丸の妖怪大決戦+地獄
悪のなまず太夫を倒しさくら姫を救ったじゃじゃ丸達だったが、赤目じゃじゃがその後のなまず太夫城を調査した時、隣にあった黄泉の洞窟で発生した空間の歪みに飲み込まれ行方不明となる。黄じゃじゃ、緑じゃじゃ、桃じゃじゃ、紫じゃじゃ、翠じゃじゃ、白じゃじゃ、黒じゃじゃが赤目じゃじゃを救うために空間の歪みに通じる地獄の世界に入るが、正気を失ってしまう。
修行中のじゃじゃ丸と青じゃじゃは「家族とさくら姫が攫われた」という伝書から至急戻り、彼等を救うべく地獄の世界に踏み入れるのだった。

### 登場キャラクター
じゃじゃ丸
本作の主人公。忍者くんの弟である。武器はおなじみの手裏剣。
青じゃじゃ
じゃじゃ丸の弟である三男坊。通常モードでの性能はじゃじゃ丸と同じ。
黄じゃじゃ
じゃじゃ丸のいとこ。金に目がなくカレーが好き。武器はじゃじゃ丸、青じゃじゃと同じく手裏剣、近くの金つぶを自動回収する能力を持つ。
緑じゃじゃ
黄じゃじゃの兄。食いしん坊。武器はバウンドして跳ねまわる豆。
桃じゃじゃ
紫じゃじゃの妹。桃缶が好き。武器は上下左右斜めの8方向に投げる事のできる苦無。
紫じゃじゃ
桃じゃじゃの兄。武器は上下左右の4方向に投げる事のできる毒手裏剣、たまに相手を怯ませる事がある。
翠じゃじゃ
愛称は「エメじゃじゃ」。じゃじゃ丸のファンで状況とノリから本当に忍者となってしまった。武器は地面に撒く撒菱。
白じゃじゃ
虚無僧を追いかけている清楚な忍者。武器は風魔手裏剣。
黒じゃじゃ
親戚のおじさん。趣味はステテコパンツ集め。武器は火炎放射。
赤目じゃじゃ
じゃじゃ丸達に協力する風来の忍。手甲鉤による近接攻撃しかできないが、非常に攻撃力が高い。2段ジャンプも可能。
さくら姫
攫われているはずだが、なまず城から抜け出しこっそり戦っている。武器は桜の花びらをばら撒く。
なまず太夫
本作ではボスとして出てくる「悪の心が分離し実体化したなまず太夫」と、隠しキャラクターとなる「悪の心が抜けてしまったなまず太優」が存在する。火炎を武器とする。

## 開発
シティコネクション代表の吉川延宏の中には、『忍者じゃじゃ丸くん』のサウンドトラックを制作している時点から同シリーズを1つにまとめた作品を作ろうという考えはあった。
そうしているうちに、過去作品の詰め合わせが多く出回るようになり、新要素の追加は数あれど、完全新作を収録しているケースが少ないことに吉川は気づき、『忍者じゃじゃ丸くん』のオムニバスを出すならミニゲームを新たに追加してパッケージタイトルとして出そうという考えに至った。
シティコネクションのグラフィッカーである上田祐美は吉川から相談された際、『マリオブラザーズ』のように大勢の敵が次々と出てくると面白いと考え、2019年2月からアイデア出しや企画書の作成をはじめた。シティコネクションの社員・松下寿志が上田のアイデアを見て可能性を感じ、プログラミングに乗り出した。
『忍者じゃじゃ丸くん』および『じゃじゃ丸の大冒険』は、一度敵に当たっただけで死亡する上、操作性も上田にとってはやや難しく感じられたため、制作の序盤の時点から爽快なアクションゲームにしようという考えはあった。また、この当時上田は『Castle in The Darkness』や『ショベルナイト』といったインディーズのメトロイドヴァニア作品を遊んでいたため、このような作品の影響もあった。
アイデア出しからおよそ3ヶ月後、アルファ版ができた。ところが、E3 2019に来ていた吉川の知り合いに開発途中のバージョンを試遊させたところ反応が今一つだったため、開発チームは壁にぶつかる。そのさなか、シティコネクションのプロモーション担当者である山邊颯太からステージクリアの目安になる表示が欲しいという要望が寄せられたことがきっかけで、開発チームは混迷から抜け出す。また、上田と松下の他にもスタッフが増えたことで、アイデアの幅も広がった。うち、プログラマーはシティコネクションに入社したばかりの若手スタッフであり、オープニングアニメーションを独自に作っただけでなく、エンディングアニメーションも作った。